# BTS World Tour: Love Yourself in Seoul
BTS World Tour: Love Yourself in Seoul (러브 유어셀프 인 서울?, Reobeu yu-eoselpeu in Seo-ulLR) è un film concerto sudcoreano del 2019.
La pellicola ha come protagonista il gruppo musicale BTS ed è stata girata il 26 agosto 2018 durante la tappa allo Stadio Olimpico di Seul del tour mondiale Love Yourself World Tour.

## Lista delle esibizioni
La pellicola comprende le esibizioni del 26 agosto 2018, mentre sono state tagliate le parti discorsive e le transizioni tra una canzone e l'altra.
1. Idol
2. Save Me
3. I'm Fine
4. Magic Shop
5. Trivia: Just Dance
6. Euphoria
7. I Need U
8. Run
9. Serendipity
10. Trivia: Love
11. DNA
12. Boyz with Fun
13. Attack on Bangtan
14. Fire
15. Silver Spoon
16. Dope
17. Airplane Pt. 2
18. Singularity
19. Fake Love
20. Trivia: Seesaw
21. Epiphany
22. The Truth Untold
23. Outro: Tear
24. Mic Drop

Bis
1. So What
2. Anpanman
3. Answer: Love Myself

## Promozione
Il film è stato annunciato il 13 dicembre 2018 tramite l'account Twitter dei BTS. I biglietti sono stati messi in vendita il 18 dicembre 2018, mentre il trailer è uscito il giorno successivo.

## Distribuzione
Co-prodotto da Big Hit Entertainment e CJ CGV Screen X, il film è stato girato con 42 telecamere e reso disponibile nei formati 2D e ScreenX.
Descritto da Pathé Live come "l'uscita mondiale più ampia di sempre", è stato proiettato in 4.600 cinema di tutto il globo. Inizialmente previsto in 4.100 sale per la sola giornata del 26 gennaio 2019 in 108 Paesi, il 9 e il 10 febbraio si sono tenute delle proiezioni aggiuntive causate dall'alto numero di richieste. In India è stato proiettato il 2 febbraio 2019.
Le città di Machačkala e Groznyj, in Russia, hanno bandito l'uscita del film in seguito ad una protesta online che sosteneva che la band promuovesse un "comportamento immorale eccessivo" e avesse atteggiamenti omosessuali.

## Accoglienza

### Botteghino
Il film-concerto ha attratto 1,96 milioni di spettatori, di cui 1,28 nella sola giornata del 26 gennaio, e ha incassato oltre 11,7 milioni di dollari statunitensi a livello globale.
In Corea del Sud si è collocato terzo al botteghino del fine settimana incassando 2,2 milioni di dollari per 200.000 spettatori, ed è stato visto complessivamente da 340.000 persone. In Argentina è stato quarto con 49.798 spettatori, in Paraguay terzo con 3.394 spettatori, in Uruguay quinto con 2.518 spettatori (secondo, invece, nei risultati giornalieri), in Bolivia primo con 8.087 spettatori, mentre in Messico ha venduto 116.000 biglietti. Nel Regno Unito ha guadagnato 518.810 sterline posizionandosi quarto, in Russia e in Bielorussia è arrivato quinto con, rispettivamente, 72 milioni e 19.735 rubli di incasso. In Kirghizistan è stato primo sui risultati giornalieri. In Italia è stato il sesto film più visto della giornata con 19.926 spettatori in 79 sale, mentre sul fine settimana è arrivato dodicesimo con 84 sale, guadagnando 325.516 euro totali. Durante le repliche del 9-10 febbraio ha incassato 80.343 euro, portando il suo totale a 405.860 euro. In Germania è stato visto da 38.000 persone e in Turchia da 49.102. Negli Stati Uniti ha incassato 2.860.016 dollari.

## Edizioni home video
Il 27 marzo 2019 è stato pubblicato il DVD del concerto, mentre il 23 aprile il Blu-ray. Entrambe le versioni durano 337 minuti e sono formate da tre dischi contenenti il concerto e i dietro le quinte.